# Királyhegyes, Csongrád
Királyhegyes  este un sat în districtul Makó, județul Csongrád, Ungaria, având o populație de 680 de locuitori (2011). 

## Demografie
Componența etnică a satului Királyhegyes
     Maghiari (98,92%)
     Români (1,08%)
Componența confesională a satului Királyhegyes
     Romano-catolici (57,79%)
     Fără religie (27,5%)
     Reformați (4,26%)
     Necunoscută (9,41%)
     Alte religii (1,03%)
Conform recensământului din 2011, satul Királyhegyes avea 680 de locuitori. Din punct de vedere etnic, majoritatea locuitorilor (98,92%) erau maghiari, cu o minoritate de români (1,08%).  Din punct de vedere confesional, majoritatea locuitorilor (57,79%) erau romano-catolici, existând și minorități de persoane fără religie (27,5%) și reformați (4,26%). Pentru 9,41% din locuitori nu este cunoscută apartenența confesională.